# Can Canalies
Can Canalies, també coneguda com a Can Cristino, fou una antiga masia de Sant Joan Despí, al Baix Llobregat. Actualment desapareguda, fou un dels masos més rellevants d'aquest municipi català i se centrà en la producció de fruita.

## Descripció
La masia estava situada als terrenys annexos carrer Major i entre la riera de Can Nofre i el carrer de Frederic Casas. Es trobava abans d'arribar a Cal Muxet —on ara s'hi ubiquen els habitatges del carrer Major núm. 71, al costat de la Biblioteca Mercè Rodoreda.
L'edifici, envoltat de camps de conreu, constava d'una planta baixa amb cuina i les habitacions on s'hi trobaven els cups i la premsa de vi. Tenia dos pisos superiors amb dorimitoris i golfes a la part superior. A l'exterior, un pati hi acollia el porxo i els estables per a animals de granja, tancats per una portalada exterior.

## Història
L'edifici està datat de l'any 1717. Com el seu nom indica, fou propietat de la família Canalies, essent l'últim propietari d'aquesta nissaga Sebastià Canalies. Posteriorment, hi ha documentació existent sobre l'establiment del matrimoni format per Narcisa Baixas i Sigalés i Josep Mestres i Carbonell, que la van gestionar com a masovers entre els anys 1929 i 1930.
La família Mestres l'ocupà fins a mitjan la dècada de 1960, quan fou finalment enderrocada per donar pas a processos urbanitzatius al centre del municipi.